# Linn (Texas)
Linn, anteriormente San Manuel-Linn, es un lugar designado por el censo ubicado en el condado de Hidalgo en el estado estadounidense de Texas. En el Censo de 2010 tenía una población de 801 habitantes y una densidad poblacional de 6,36 personas por km².

## Geografía
Linn se encuentra ubicado en las coordenadas 26°33′48″N 98°7′44″O / 26.56333, -98.12889. Según la Oficina del Censo de los Estados Unidos, Linn tiene una superficie total de 125.94 km², de la cual 125.8 km² corresponden a tierra firme y (0.1%) 0.13 km² es agua.

## Demografía
Según el censo de 2010, había 801 personas residiendo en Linn. La densidad de población era de 6,36 hab./km². De los 801 habitantes, Linn estaba compuesto por el 91.76% blancos, el 0% eran afroamericanos, el 0.37% eran amerindios, el 0% eran asiáticos, el 0% eran isleños del Pacífico, el 6.24% eran de otras razas y el 1.62% pertenecían a dos o más razas. Del total de la población el 91.14% eran hispanos o latinos de cualquier raza.

## Educación
El Distrito Escolar Consolidado Independiente de Edinburg (ECISD) gestiona las escuelas públicas que sirven a Linn. Escuelas que sirven a Linn son Brewster School (Escuela K-8), y Edinburg North High School (9-12).
El Distrito Escolar Independiente South Texas gestiona escuelas magnet que sirven a la comunidad.